# Liste der Nummer-eins-Hits in den USA (2002)
Dies ist eine Liste der Nummer-eins-Hits in den von Billboard ermittelten Charts in den USA (Hot 100) im Jahr 2002. In diesem Jahr gab es neun Nummer-eins-Singles und fünfundzwanzig Nummer-eins-Alben.

## Singles
| ← 2001 ← | Liste der Nummer-eins-Hits in den USA | Liste der Nummer-eins-Hits in den USA | Liste der Nummer-eins-Hits in den USA                                                                                     | 2003 →                    |
| \| Zeitraum \| Wo. ges. \| Interpret \| Titel Autor(en) \| Zusätzliche Informationen \| \| (Zeitraum, Wochen auf Platz eins, Interpret, Titel, Autor[en], zusätzliche Informationen) \| \| \| \| \| \| ----------------------------------------------------------------------------------------- \| -------- \| ---------------------------- \| ---------------------------------------------------------------------------------------------------------------------------- \| ------------------------- \| \| 22. Dezember 2001 – 18. Januar 2002 4 Wochen (insgesamt 4) \| 4 \| Nickelback \| How You Remind Me[1] Chad Kroeger, Nickelback \| - \| \| 19. Januar 2002 – 22. Februar 2002 5 Wochen (insgesamt 6) \| 6 \| Usher \| U Got It Bad[2] Jermaine Dupri, Usher, Bryan-Michael Cox, R. Kelly \| - \| \| 23. Februar 2002 – 8. März 2002 2 Wochen (insgesamt 2) \| 2 \| Ja Rule feat. Ashanti \| Always On Time[3] Marcus Vest, Jeffrey Atkins, Irving Lorenzo \| - \| \| 9. März 2002 – 19. April 2002 6 Wochen (insgesamt 6) \| 6 \| Jennifer Lopez feat. Ja Rule \| Ain’t It Funny (Murder Remix)[4] Jennifer Lopez, Cory Rooney, Irving Lorenzo, Jeffrey Atkins, Caddillac Tah, Ashanti Douglas \| - \| \| 20. April 2002 – 28. Juni 2002 10 Wochen (insgesamt 10) \| 10 \| Ashanti \| Foolish[5] 7 Aurelius, Mark DeBarge, Ashanti, E. Jordan, Irv Gotti \| - \| \| 29. Juni 2002 – 16. August 2002 7 Wochen (insgesamt 7) \| 7 \| Nelly \| Hot In Herre[6] Cornell Haynes, Jr, Pharrell Williams, Chad Hugo, Charles L. Brown \| - \| \| 17. August 2002 – 4. Oktober 2002 7 Wochen (insgesamt 10) \| 10 \| Nelly feat. Kelly Rowland \| Dilemma[7] Cornell Haynes, Jr, Antoine Macon, Kenneth Gamble, Bunny Sigler \| - \| \| 5. Oktober 2002 – 18. Oktober 2002 2 Wochen (insgesamt 2) \| 2 \| Kelly Clarkson \| A Moment Like This[8] Jörgen Elofsson, John Reid \| - \| \| 19. Oktober 2002 – 8. November 2002 3 Wochen (insgesamt 10) \| 10 \| Nelly feat. Kelly Rowland \| Dilemma Cornell Haynes, Jr, Antoine Macon, Kenneth Gamble, Bunny Sigler \| - \| \| 9. November 2002 – 31. Januar 2003 12 Wochen (insgesamt 12) \| 12 \| Eminem \| Lose Yourself[9] Eminem, Luis Resto, Jeff Bass \| - \| |                                       |                                       | |                           |
| ← 2001 |                                       |                                       | | → 2003 →                  |
| Zeitraum | Wo. ges.                              | Interpret                             | Titel Autor(en) | Zusätzliche Informationen |
| (Zeitraum, Wochen auf Platz eins, Interpret, Titel, Autor[en], zusätzliche Informationen) |                                       |                                       | |                           |
| 22. Dezember 2001 – 18. Januar 2002 4 Wochen (insgesamt 4) | 4                                     | Nickelback                            | How You Remind Me Chad Kroeger, Nickelback                                                                                | -                         |
| 19. Januar 2002 – 22. Februar 2002 5 Wochen (insgesamt 6) | 6                                     | Usher                                 | U Got It Bad Jermaine Dupri, Usher, Bryan-Michael Cox, R. Kelly                                                           | -                         |
| 23. Februar 2002 – 8. März 2002 2 Wochen (insgesamt 2) | 2                                     | Ja Rule feat. Ashanti                 | Always On Time Marcus Vest, Jeffrey Atkins, Irving Lorenzo                                                                | -                         |
| 9. März 2002 – 19. April 2002 6 Wochen (insgesamt 6) | 6                                     | Jennifer Lopez feat. Ja Rule          | Ain’t It Funny (Murder Remix) Jennifer Lopez, Cory Rooney, Irving Lorenzo, Jeffrey Atkins, Caddillac Tah, Ashanti Douglas | -                         |
| 20. April 2002 – 28. Juni 2002 10 Wochen (insgesamt 10) | 10                                    | Ashanti                               | Foolish 7 Aurelius, Mark DeBarge, Ashanti, E. Jordan, Irv Gotti                                                           | -                         |
| 29. Juni 2002 – 16. August 2002 7 Wochen (insgesamt 7) | 7                                     | Nelly                                 | Hot In Herre Cornell Haynes, Jr, Pharrell Williams, Chad Hugo, Charles L. Brown                                           | -                         |
| 17. August 2002 – 4. Oktober 2002 7 Wochen (insgesamt 10) | 10                                    | Nelly feat. Kelly Rowland             | Dilemma Cornell Haynes, Jr, Antoine Macon, Kenneth Gamble, Bunny Sigler                                                   | -                         |
| 5. Oktober 2002 – 18. Oktober 2002 2 Wochen (insgesamt 2) | 2                                     | Kelly Clarkson                        | A Moment Like This Jörgen Elofsson, John Reid                                                                             | -                         |
| 19. Oktober 2002 – 8. November 2002 3 Wochen (insgesamt 10) | 10                                    | Nelly feat. Kelly Rowland             | Dilemma Cornell Haynes, Jr, Antoine Macon, Kenneth Gamble, Bunny Sigler                                                   | -                         |
| 9. November 2002 – 31. Januar 2003 12 Wochen (insgesamt 12) | 12                                    | Eminem                                | Lose Yourself Eminem, Luis Resto, Jeff Bass                                                                               | -                         |

## Alben
| ← 2001 ← | Liste der Nummer-eins-Alben in den USA | Liste der Nummer-eins-Alben in den USA | Liste der Nummer-eins-Alben in den USA | 2003 →                    |
| \| Zeitraum \| Wo. ges. \| Interpret \| Titel \| Zusätzliche Informationen \| \| (Zeitraum, Wochen auf Platz eins, Interpret, Titel, zusätzliche Informationen) \| \| \| \| \| \| ------------------------------------------------------------------------------ \| -------- \| ---------------------------------- \| ---------------------------------------- \| ------------------------- \| \| 29. Dezember 2001 – 1. Februar 2002 5 Wochen (insgesamt 8) \| 8 \| Creed \| Weathered[10] \| - \| \| 2. Februar 2002 – 22. Februar 2002 3 Wochen (insgesamt 3) \| 3 \| Alan Jackson \| Drive[11] \| - \| \| 23. Februar 2002 – 1. März 2002 1 Woche (insgesamt 1) \| 1 \| Jennifer Lopez \| J to tha L-O!: The Remixes[12] \| - \| \| 2. März 2002 – 8. März 2002 1 Woche (insgesamt 4) \| 4 \| Alan Jackson \| Drive \| - \| \| 9. März 2002 – 15. März 2002 1 Woche (insgesamt 2) \| 2 \| Jennifer Lopez \| J to tha L-O!: The Remixes \| - \| \| 16. März 2002 – 22. März 2002 1 Woche (insgesamt 1) \| 1 \| Alanis Morissette \| Under Rug Swept[13] \| - \| \| 23. März 2002 – 5. April 2002 2 Wochen (insgesamt 2) \| 2 \| Original Motion Picture Soundtrack \| O Brother, Where Art Thou?[14] \| - \| \| 6. April 2002 – 12. April 2002 1 Woche (insgesamt 1) \| 1 \| Various Artists \| Now That’s What I Call Music! 9[15] \| - \| \| 13. April 2002 – 19. April 2002 1 Woche (insgesamt 1) \| 1 \| Céline Dion \| A New Day Has Come[16] \| - \| \| 20. April 2002 – 10. Mai 2002 3 Wochen (insgesamt 3) \| 3 \| Ashanti \| Ashanti[17] \| - \| \| 11. Mai 2002 – 17. Mai 2002 1 Woche (insgesamt 1) \| 1 \| Kenny Chesney \| No Shoes, No Shirt, No Problems[18] \| - \| \| 18. Mai 2002 – 24. Mai 2002 1 Woche (insgesamt 1) \| 1 \| Big Tymers \| Hood Rich[19] \| - \| \| 25. Mai 2002 – 31. Mai 2002 1 Woche (insgesamt 1) \| 1 \| Musiq Soulchild \| Juslisen[20] \| - \| \| 1. Juni 2002 – 7. Juni 2002 1 Woche (insgesamt 1) \| 1 \| P. Diddy & The Bad Boy Family \| We Invented the Remix[21] \| - \| \| 8. Juni 2002 – 12. Juli 2002 5 Wochen (insgesamt 5) \| 5 \| Eminem \| The Eminem Show[22] \| - \| \| 13. Juli 2002 – 2. August 2002 3 Wochen (insgesamt 3) \| 3 \| Nelly \| Nellyville[23] \| - \| \| 3. August 2002 – 9. August 2002 1 Woche (insgesamt 1) \| 1 \| Dave Matthews Band \| Busted Stuff[24] \| - \| \| 10. August 2002 – 16. August 2002 1 Woche (insgesamt 1) \| 1 \| Toby Keith \| Unleashed[25] \| - \| \| 17. August 2002 – 30. August 2002 2 Wochen (insgesamt 2) \| 2 \| Bruce Springsteen \| The Rising[26] \| - \| \| 31. August 2002 – 6. September 2002 1 Woche (insgesamt 4) \| 4 \| Nelly \| Nellyville \| - \| \| 7. September 2002 – 13. September 2002 1 Woche (insgesamt 6) \| 6 \| Eminem \| The Eminem Show \| - \| \| 14. September 2002 – 4. Oktober 2002 3 Wochen (insgesamt 3) \| 3 \| Dixie Chicks \| Home[27] \| - \| \| 5. Oktober 2002 – 11. Oktober 2002 1 Woche (insgesamt 1) \| 1 \| Disturbed \| Believe[28] \| - \| \| 12. Oktober 2002 – 1. November 2002 3 Wochen (insgesamt 3) \| 3 \| Elvis Presley \| ELV1S: 30 #1 Hits[29] \| - \| \| 2. November 2002 – 8. November 2002 1 Woche (insgesamt 1) \| 1 \| Faith Hill \| Cry[30] \| - \| \| 9. November 2002 – 15. November 2002 1 Woche (insgesamt 1) \| 1 \| Santana \| Shaman[31] \| - \| \| 16. November 2002 – 29. November 2002 2 Wochen (insgesamt 2) \| 2 \| Original Motion Picture Soundtrack \| 8 Mile[32] \| - \| \| 30. November 2002 – 6. Dezember 2002 1 Woche (insgesamt 1) \| 1 \| Jay-Z \| The Blueprint²: The Gift & The Curse[33] \| - \| \| 7. Dezember 2002 – 27. Dezember 2002 3 Wochen (insgesamt 3) \| 3 \| Shania Twain \| Up![34] \| - \| |                                        |                                        |                                        |                           |
| ← 2001 |                                        |                                        |                                        | → 2003 →                  |
| Zeitraum | Wo. ges.                               | Interpret                              | Titel                                  | Zusätzliche Informationen |
| (Zeitraum, Wochen auf Platz eins, Interpret, Titel, zusätzliche Informationen) |                                        |                                        |                                        |                           |
| 29. Dezember 2001 – 1. Februar 2002 5 Wochen (insgesamt 8) | 8                                      | Creed                                  | Weathered                              | -                         |
| 2. Februar 2002 – 22. Februar 2002 3 Wochen (insgesamt 3) | 3                                      | Alan Jackson                           | Drive                                  | -                         |
| 23. Februar 2002 – 1. März 2002 1 Woche (insgesamt 1) | 1                                      | Jennifer Lopez                         | J to tha L-O!: The Remixes             | -                         |
| 2. März 2002 – 8. März 2002 1 Woche (insgesamt 4) | 4                                      | Alan Jackson                           | Drive                                  | -                         |
| 9. März 2002 – 15. März 2002 1 Woche (insgesamt 2) | 2                                      | Jennifer Lopez                         | J to tha L-O!: The Remixes             | -                         |
| 16. März 2002 – 22. März 2002 1 Woche (insgesamt 1) | 1                                      | Alanis Morissette                      | Under Rug Swept                        | -                         |
| 23. März 2002 – 5. April 2002 2 Wochen (insgesamt 2) | 2                                      | Original Motion Picture Soundtrack     | O Brother, Where Art Thou?             | -                         |
| 6. April 2002 – 12. April 2002 1 Woche (insgesamt 1) | 1                                      | Various Artists                        | Now That’s What I Call Music! 9        | -                         |
| 13. April 2002 – 19. April 2002 1 Woche (insgesamt 1) | 1                                      | Céline Dion                            | A New Day Has Come                     | -                         |
| 20. April 2002 – 10. Mai 2002 3 Wochen (insgesamt 3) | 3                                      | Ashanti                                | Ashanti                                | -                         |
| 11. Mai 2002 – 17. Mai 2002 1 Woche (insgesamt 1) | 1                                      | Kenny Chesney                          | No Shoes, No Shirt, No Problems        | -                         |
| 18. Mai 2002 – 24. Mai 2002 1 Woche (insgesamt 1) | 1                                      | Big Tymers                             | Hood Rich                              | -                         |
| 25. Mai 2002 – 31. Mai 2002 1 Woche (insgesamt 1) | 1                                      | Musiq Soulchild                        | Juslisen                               | -                         |
| 1. Juni 2002 – 7. Juni 2002 1 Woche (insgesamt 1) | 1                                      | P. Diddy & The Bad Boy Family          | We Invented the Remix                  | -                         |
| 8. Juni 2002 – 12. Juli 2002 5 Wochen (insgesamt 5) | 5                                      | Eminem                                 | The Eminem Show                        | -                         |
| 13. Juli 2002 – 2. August 2002 3 Wochen (insgesamt 3) | 3                                      | Nelly                                  | Nellyville                             | -                         |
| 3. August 2002 – 9. August 2002 1 Woche (insgesamt 1) | 1                                      | Dave Matthews Band                     | Busted Stuff                           | -                         |
| 10. August 2002 – 16. August 2002 1 Woche (insgesamt 1) | 1                                      | Toby Keith                             | Unleashed                              | -                         |
| 17. August 2002 – 30. August 2002 2 Wochen (insgesamt 2) | 2                                      | Bruce Springsteen                      | The Rising                             | -                         |
| 31. August 2002 – 6. September 2002 1 Woche (insgesamt 4) | 4                                      | Nelly                                  | Nellyville                             | -                         |
| 7. September 2002 – 13. September 2002 1 Woche (insgesamt 6) | 6                                      | Eminem                                 | The Eminem Show                        | -                         |
| 14. September 2002 – 4. Oktober 2002 3 Wochen (insgesamt 3) | 3                                      | Dixie Chicks                           | Home                                   | -                         |
| 5. Oktober 2002 – 11. Oktober 2002 1 Woche (insgesamt 1) | 1                                      | Disturbed                              | Believe                                | -                         |
| 12. Oktober 2002 – 1. November 2002 3 Wochen (insgesamt 3) | 3                                      | Elvis Presley                          | ELV1S: 30 #1 Hits                      | -                         |
| 2. November 2002 – 8. November 2002 1 Woche (insgesamt 1) | 1                                      | Faith Hill                             | Cry                                    | -                         |
| 9. November 2002 – 15. November 2002 1 Woche (insgesamt 1) | 1                                      | Santana                                | Shaman                                 | -                         |
| 16. November 2002 – 29. November 2002 2 Wochen (insgesamt 2) | 2                                      | Original Motion Picture Soundtrack     | 8 Mile                                 | -                         |
| 30. November 2002 – 6. Dezember 2002 1 Woche (insgesamt 1) | 1                                      | Jay-Z                                  | The Blueprint²: The Gift & The Curse   | -                         |
| 7. Dezember 2002 – 27. Dezember 2002 3 Wochen (insgesamt 3) | 3                                      | Shania Twain                           | Up!                                    | -                         |

## Jahreshitparaden
| ← 2001 ← | Liste der Nummer-eins-Hits in den USA | Liste der Nummer-eins-Hits in den USA                | Liste der Nummer-eins-Hits in den USA | 2003 →   |
| \| Singles \| Position# \| Alben \| \| --------------------------------------------------------------------------------------------------------------------------------- \| --------- \| ---------------------------------------------------- \| \| How You Remind Me Nickelback Chad Kroeger, Nickelback \| 1 \| The Eminem Show Eminem \| \| Foolish Ashanti 7 Aurelius, Mark DeBarge, Ashanti, E. Jordan, Irv Gotti \| 2 \| Weathered Creed \| \| Hot in Herre Nelly Cornell Haynes, Jr, Pharrell Williams, Chad Hugo, Charles L. Brown \| 3 \| Nellyville Nelly \| \| Dilemma Nelly feat. Kelly Rowland Cornell Haynes Jr., Antoine Macon, Kenneth Gamble, Bunny Sigler \| 4 \| M!ssundaztood Pink \| \| Wherever You Will Go The Calling Alex Band, Aaron Kamin \| 5 \| Hybrid Theory Linkin Park \| \| A Thousand Miles Vanessa Carlton \| 6 \| O Brother, Where Art Thou? Original Soundtrack Album \| \| In the End Linkin Park \| 7 \| Silver Side Up Nickelback \| \| What’s Luv? Fat Joe feat. Ashanti Jeffrey Atkins, Terry Britten, Joseph Cartagena, Irving Lorenzo, Andre Parker, Christopher Rios \| 8 \| Britney Britney Spears \| \| U Got It Bad Usher Usher Raymond IV, Jermaine Dupri, Bryan-Michael Cox \| 9 \| Now 8 Various Artists \| \| Blurry Puddle of Mudd Wes Scantlin, Doug Ardito, Jimmy Allen \| 10 \| Word of Mouf Ludacris \| |                                       |                                                      |                                       |          |
| ← 2001 |                                       |                                                      |                                       | → 2003 → |
| Singles | Position#                             | Alben                                                |                                       |          |
| How You Remind Me Nickelback Chad Kroeger, Nickelback | 1                                     | The Eminem Show Eminem                               |                                       |          |
| Foolish Ashanti 7 Aurelius, Mark DeBarge, Ashanti, E. Jordan, Irv Gotti | 2                                     | Weathered Creed                                      |                                       |          |
| Hot in Herre Nelly Cornell Haynes, Jr, Pharrell Williams, Chad Hugo, Charles L. Brown | 3                                     | Nellyville Nelly                                     |                                       |          |
| Dilemma Nelly feat. Kelly Rowland Cornell Haynes Jr., Antoine Macon, Kenneth Gamble, Bunny Sigler | 4                                     | M!ssundaztood Pink                                   |                                       |          |
| Wherever You Will Go The Calling Alex Band, Aaron Kamin | 5                                     | Hybrid Theory Linkin Park                            |                                       |          |
| A Thousand Miles Vanessa Carlton | 6                                     | O Brother, Where Art Thou? Original Soundtrack Album |                                       |          |
| In the End Linkin Park | 7                                     | Silver Side Up Nickelback                            |                                       |          |
| What’s Luv? Fat Joe feat. Ashanti Jeffrey Atkins, Terry Britten, Joseph Cartagena, Irving Lorenzo, Andre Parker, Christopher Rios | 8                                     | Britney Britney Spears                               |                                       |          |
| U Got It Bad Usher Usher Raymond IV, Jermaine Dupri, Bryan-Michael Cox | 9                                     | Now 8 Various Artists                                |                                       |          |
| Blurry Puddle of Mudd Wes Scantlin, Doug Ardito, Jimmy Allen | 10                                    | Word of Mouf Ludacris                                |                                       |          |